# Jorge Telerman
Jorge Telerman, argentinski politik, novinar, filozof in diplomat, * 29. november 1956, Buenos Aires.